# Orthonama infumata
Orthonama infumata là một loài bướm đêm trong họ Geometridae.